# Cemitério Melaten

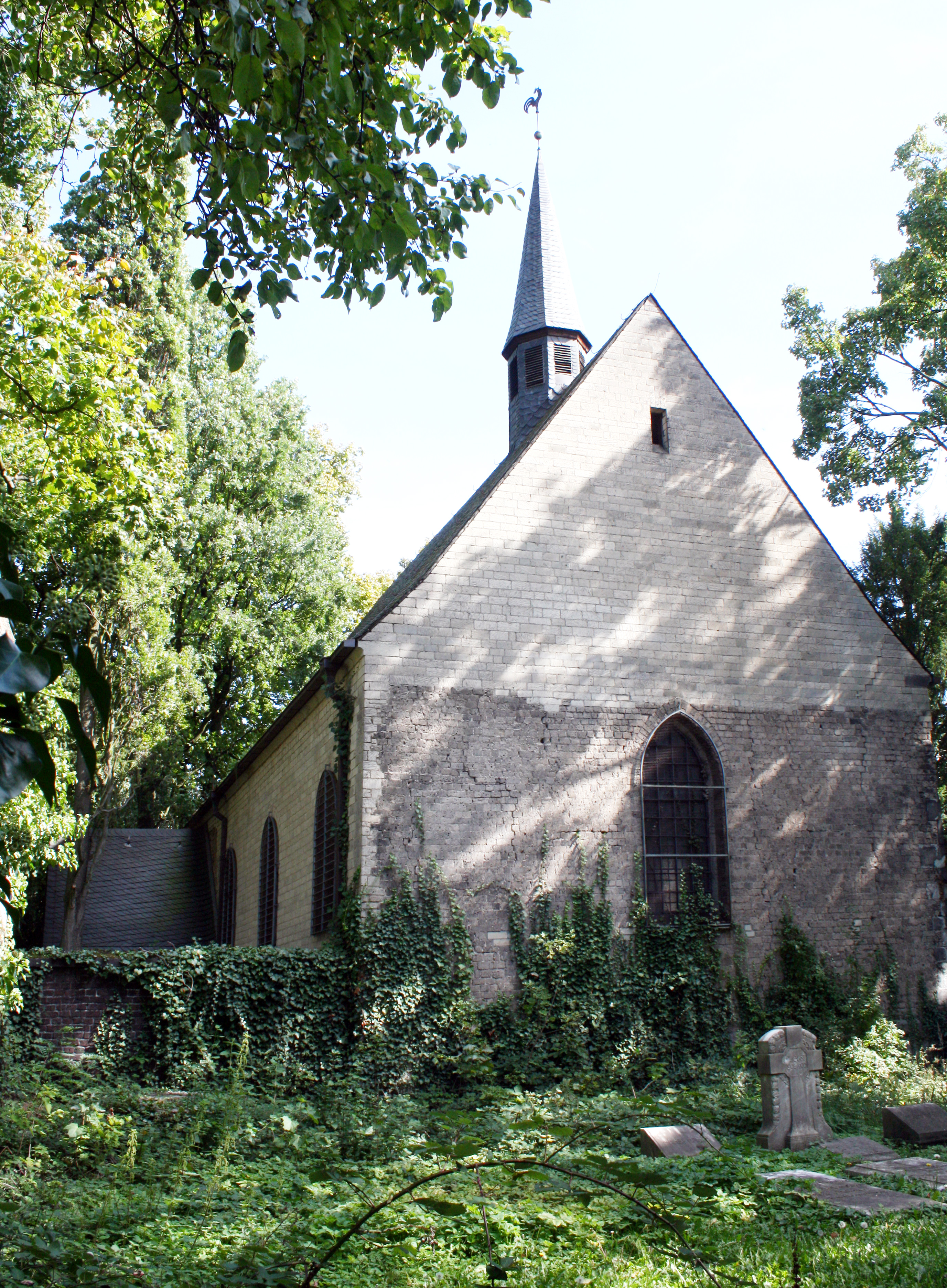
A capela original foi consagrada em 1245 pelo arcebispo de Colônia Konrad von Hochstaden.

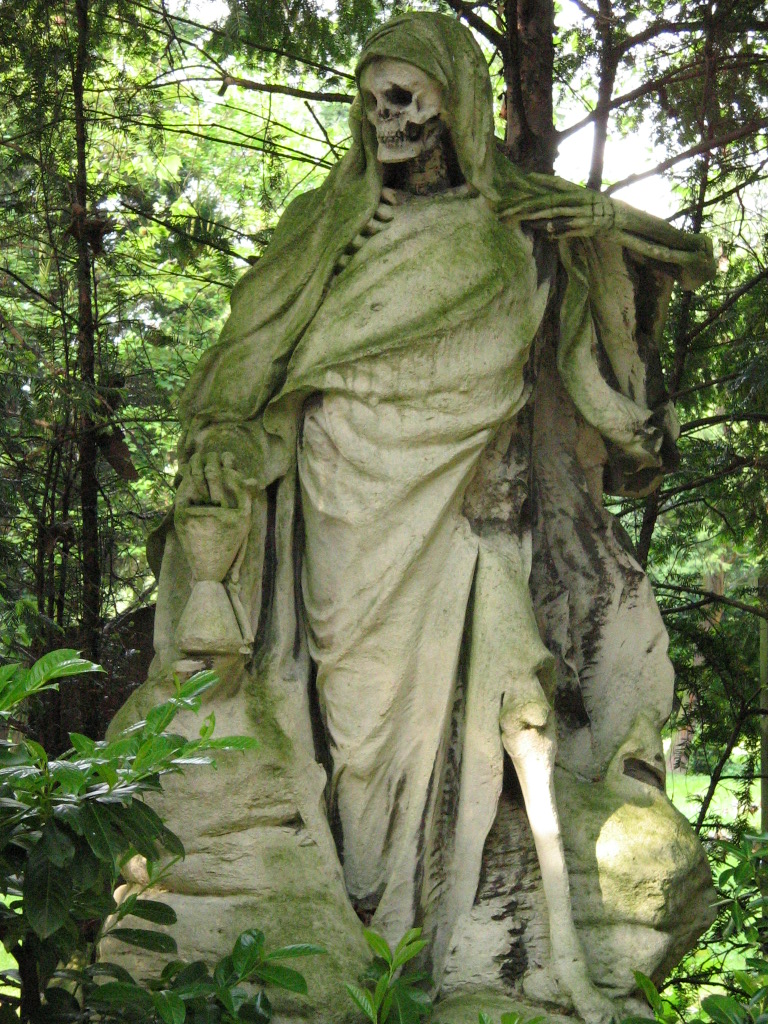
Der Sensenmann, „Wahrzeichen'“ von Melaten

O Cemitério Melaten (em alemão:  Melaten-Friedhof) é o cemitério central de Colônia, Alemanha, localizado no limite norte do distrito de Lindenthal. É limitado ao sul pela Aachener Straße, ao leste pela Piusstraße, a oeste pela Oskar-Jäger-Straße e o Melatengürtel, e ao norte pela Weinsbergstraße. Com área de 435000 m² é o maior cemitério de Colônia pelo número de sepulturas (55540; 2008).

## A-D
- August Adenauer, jurista (Flur 20 in E)
- Hanna Adenauer, Kölner Stadtkonservatorin (Flur 20 in E)
- Johann Franz Ahn, Sprachlehrer (MA zwischen  Lit. V und W )
- Franz Albermann, escultor (Flur 37)
- Max Albermann, Letzter Bürgermeister von Kalk, (Flur 20 in E)
- Wilhelm Albermann, escultor (Lit. L)
- Wolfgang Anheisser, barítono (MA)
- Johannes Theodor Baargeld, Dadaist (Flur 73a)
- Dirk Bach, ator, moderador, cômico
- Alexander Bachem, Oberbürgermeister von Koblenz und Köln
- Julius Bachem, Verleger und político (Flur 82)
- Fritz Bachschmidt, ator (Flur 63)
- Wilhelm Backhaus, Pianist (Flur 20 in E)
- Karl Band, Architekt (Lit. C zwischen Lit.V und Lit. W.)
- Hermann Heinrich Becker, Oberbürgermeister von 1875 bis 1885 (HWG)
- Wilhelm von Becker, políticor und Bürgermeister von Düsseldorf und Köln (Flur 73a)
- Werner Beinhauer, Romanist und Hispanist (Flur 84)
- Matthias Biercher, Architekt (HWG)
- Willy Birgel, ator (Lit. D)
- Elke Mascha Blankenburg, Dirigentin (Flur 44)
- Hans Böckler, deutscher político und Gewerkschaftsfunktionär (Flur 60A)
- Lis Böhle, escritora (Lit. J)
- Rudolf zur Bonsen, Regierungspräsident, (MA)
- Norbert Burger, Oberbürgermeister von Köln
- Heinrich Bürgers, Reichstagsabgeordneter (Grab nicht erhalten)
- Theo Burauen, Oberbürgermeister von 1956 bis 1973 (MA)
- Fritz Burgbacher, político und Energiewirtschaftler, (Lit. R, zwischen Lit. D und Lit. E)
- Ludolf Camphausen, político e banqueiro (Lit. L)
- Hermann Cardauns, Historiker (Lit. B)
- Claus Hinrich Casdorff, jornalista (Lit. J, Nr. 269)
- Franz Clouth, Unternehmer (MA)
- Sophia Czory (1930-1996), "Königin der Roma" (MA, zwischen HWG und  Lit. H)
- Bernhard Deermann, político e Pädagoge (Flur 36)
- Wilhelm Ludwig Deichmann, banqueiro (MA)
- Daniel Heinrich Delius, Regierungspräsident in Köln (HWG)
- René Deltgen, ator (Lit. D)
- Matthias Joseph de Noël, Kaufmann, escritor, Kunstsammler (Lit. D)
- Hein Derichsweiler, escultor (Flur E4, Nr. 60A3+4)
- Nevio De Zordo, italienischer Bobfahrer, Gastronom
- Hubert Dormagen, deutscher Arzt, Kunstsammler, Stifter (Flur 5 in P)
- Joseph DuMont, deutscher Zeitungsverleger (HWG)
- Kurt Neven DuMont, deutscher Zeitungsverleger
- Marcus DuMont, Gründer der Kölnischen Zeitung (HWG)
- Michael Joseph DuMont, Dompfarrer (HWG)

## E-H
- Christian Eckert, Wirtschaftswissenschaftler, Rektor der Universität zu Köln (Flur 54)
- Eduard Endler, Architekt (Flur 72 A)
- Wilhelm Ewald, deutscher Heraldiker und Museumsdirektor (Flur 37)
- Johann Baptist Farina, criador da Água-de-colônia (Gedenktafel und Familiengruft HWG XVII)
- Johann Maria Farina, Createur des Eau de Cologne (Gedenktafel und Familiengruft HWG XVIII )
- Jean Marie Farina, Produzent des Eau de Cologne (Gedenktafel und Familiengruft HWG XVI)
- Johann Maria Carl Farina, Produzent des Eau de Cologne und Stifter (Grabstätte wird für alle Zeiten von der Stadt Köln gepflegt, Flur 60)
- Arno Faust, pintor, músico e caricaturista (Flur 64)
- Karl Flach, empresário (Flur 20 in E)
- Fritz Feinhals, Kammersänger , Kgl. Bay. Hofopernsänger (HWG)
- Josef Feinhals, Kunstmäzen, Tabakhändler (HWG)
- Karl Flach, empresário alemão (Flur 20 in E)
- Otto H. Förster, Kunsthistoriker und Direktor der Kölner Museen (MA)
- Robert Januarius von Frankenberg (1807–1873),General der Infanterie und Gouverneur von Köln (Lit.C)
- Peter Joseph Früh, Gründer der Früh-Kölschbrauerei (Flur 72a)
- Peter Fuchs, deutscher escultor und Dombildhauer am Kölner Dom (Lit. R)
- Ludwig Gies, escultor (Flur 44)
- Robert Görlinger, Oberbürgermeister von 1948 bis 1949 (Flur 60a)
- Hermann Götting, Sammler und Kölner Original (Flur 28, Nr. 145)
- Andreas Gottschalk, Arzt und Revolutionär (Lit. K)
- Anton Greven, Verleger (Lit. O)
- Sigurd Greven, Verleger (Flur 54)
- Johann Wilhelm Greven, deutscher Verleger und Buchhändler (Lit. R)
- Erwin Grochla, Betriebswirtschaftler (Flur 64A)
- Johann Joseph Gronewald, Pädagoge (Lit. B)
- Everhard von Groote, Germanist, escritor e político (Lit. C)
- Robert Grosche, teólogo, Domkapitular (MA)
- Johannes Gross, Publizist
- Leo Fritz Gruber, Photokina-Mit-Gründer, Photographiesammler und Publizist (wHWG)
- Hermann Julius Grüneberg, Chemiker und Gründer der Chemischen Fabrik Kalk
- Rolf Güldenpfennig, Kölner Architekt des Colonius, Fernmeldeamt 2 und der Hauptpost "an den Dominikanern"
- Bernhard Günther, político (Flur 94)
- Wolfgang Hahn, Kunstsammler und Chefrestaurator am Wallraf-Richartz-Museum (Flur 56)
- Albin Hänseroth, Intendant der Kölner Philharmonie (Flur 20 in E, Nr. 43)
- Josef Haubrich, jurista, Kunstsammler und Kunstmäzen (Flur 72a)
- Herbert Hax, Vorsitzender der „Fünf Wirtschaftsweisen“ von 1992 bis 2000 (Lit. O, Nr. 17–18)
- Iwan David Herstatt, banqueiro (Lit. D)
- Ferdinand Hiller, Komponist (HWG)

## I-P
- Billy Jenkins, Zirkus- und Varieté-Künstler (Flur 55)
- Gerhard Jussenhoven, Komponist (Flur 12 in C, Nr. 124–126)
- Engelbert Kayser, Kunsthändler und Kunstunternehmer (Kayserzinn)
- Hans Katzer, político (Flur H)
- Gerhard Kegel, jurista (Flur 78, Nr. 42–44)
- Fritz Keller, Pfarrer und NS-Opfer (Flur 95)
- Friedrich Kempf SJ, Priester und Kirchenhistoriker
- István Kertész, Dirigent (Lit. E)
- Irmgard Keun, escritora (Flur 12 in G)
- Joachim Koch, Philosoph
- Jacob Koerfer, Architekt des „Hochhaus“ am Hansaring (MA)
- Heinz Günther Konsalik, escritor (Flur 69a)
- Wolfgang Korruhn, moderador de televisão e jornalista (Lit. U, Nr. 313)
- Hildegard Krekel, atriz e dubladora
- Heinz Ladendorf, Kunsthistoriker (Flur 84)
- Eugen Langen, engenheiro e inventor (HWG)
- Carl Leibl, Domkapellmeister in Köln
- Otto Michael Ludwig Leichtenstern, Arzt (Lit. M)
- Thomas Liessem, Karnevalist (Flur 35)
- Franz Anton Löhr, escultor (Lit. U)
- Jakob Johann Lyversberg, Großhandelskaufmann und Kunstsammler
- Richard Mahkorn, Chefredakteur der Bildzeitung, Mitbegründer des deutschen Fernsehpreises
- Max Martersteig, escritor e Theaterdirektor (Flur 20 in E)
- Maria Clementine Martin, Klosterfrau und Erfinderin des Klosterfrau-Melissengeists (Lit. J)
- Wilhelm Marx, Reichskanzler (Lit. F)
- Georg Meistermann, Künstler (Flur 11 in F)
- Peter Heinrich Merkens, empresário e político (HWG)
- Gustav von Mevissen, empresário e político (HWG)
- Lucy Millowitsch, atriz (Flur 72a)
- Willy Millowitsch, ator (Flur 72a)
- Josef Moest, escultor, (Flur 44)
- Wilhelm Mülhens, deutscher Kaufmann
- Wolfgang Müller von Königswinter, Dichter (HWG)
- Horst Muys, Karnevalist (Lit. L)
- Ernst Wilhelm Nay, pintor (Flur 43)
- John van Nes Ziegler, político (Flur 82)
- Manfred Niehaus deutscher Komponist, Bratschist, Chorleiter und Rundfunkredakteur.
- Alfred Nourney Überlebender des Titanic-Untergangs
- Emil und Laura Oelbermann, Wohltäterin und Stifterin
- Alfred Freiherr von Oppenheim, banqueiro privado (HWG)
- Friedrich Carl von Oppenheim, banqueiro privado (HWG)
- Willi Ostermann, Komponist (Lit. R)
- August von Othegraven, Komponist (Lit. A)
- Karl Thomas von Othegraven, preußischer Generalleutnant der Befreiungskriege (HWG)
- Nicolaus Otto, inventor do motor Otto (Lit. C)
- Emil Pfeifer, Industrieller
- Hermann Otto Pflaume, Architekt (wHWG)
- Gunther Philipp, ator (Lit. D)
- Sigmar Polke, pintor e fotógrafo (Lit. D 28)
- Hermann Pünder, Oberbürgermeister von 1945 bis 1948 (Lit. J)

## Q-Z
- Anton Räderscheidt, pintor (Lit. V)
- Eugen Adolf Rautenstrauch, ver Rautenstrauch-Joest-Museum (MA)
- August Reichensperger, jurista, político und Förderer des Kölner Doms (Lit. F)
- Heinrich Reissdorf, Inhaber der Reissdorf-Kölschbrauerei (Flur 72)
- Fritz Rémond junior, ator e Theaterleiter
- Johann Heinrich Richartz, ver Wallraf-Richartz-Museum (HWG)
- Albert Richter, Radrennfahrer (Flur E 8)
- Wilhelm Riphahn, Architekt (Lit. V)
- Josef Roesberg, Komponist und Textdichter (Lit. E)
- Kurt Rossa, Oberstadtdirektor von 1977 bis 1989 (HWG)
- Dieter Friedrich Graf von Rothenburg, empresário (HWG)
- August Sander, Fotograf (Flur 87)
- Heinz Schacht, ator (Lit.D, zwischen Lit.V und Lit.W)
- Peter Schaeven, político (Flur 64a)
- Elisabeth Scherer, atriz
- Mathias Joseph Scheeben, teólogo (Flur 31)
- Jupp Schmitz, Komponist und Sänger (Flur X1)
- Elsa Scholten, atriz (Lit. R)
- Ernst Schwering, Oberbürgermeister 1948, 1949–1950, 1951–1956 (Flur D)
- Leo Schwering, Historiker, Lehrer e político
- Anton Friedrich Florian von Seydlitz 1777-1832, preußischer Generalmajor
- Vincenz Statz, Architekt und escultor (MA)
- Johann Adolf Steinberger, Oberbürgermeister von 1823 bis 1848 (Lit. F)
- Toni Steingass, Komponist und Verleger (Flur 29)
- Ludwig Stollwerck, Fabrikant (Flur 73a)
- Rolf Stommelen, Rennfahrer (Flur 72)
- Cornelius Stüssgen, Gründer der Stüssgen-Supermarktkette (Flur 60)
- Hermann Joseph Stupp, Oberbürgermeister von 1851 bis 1863 (Lit. J)
- Willi Suth, Oberstadtdirektor von 1946 bis 1953 (Flur 60a)
- Jón Sveinsson, escritor genannt „Nonni“ (HWG Flur 19)
- Christine Teusch, política (Flur 87)
- Gisela Uhlen, atriz (Lit. D)
- Oswald Mathias Ungers, Architekt und Architekturtheoretiker
- Ferdinand Franz Wallraf, ver Wallraf-Richartz-Museum (HWG)
- Max Wallraf, Oberbürgermeister von 1907 bis 1917 (MA)
- Johann Peter Weyer, Kölner Stadtbaumeister (Lit. G)
- Willy Weyres, Kölner Dombaumeister von 1944 bis 1972
- Peter Winkelnkemper, Oberbürgermeister von 1940 bis 1944 (MA)
- Johann Christoph Winters, Begründer des Hänneschen-Theaters
- Hans-Jürgen Wischnewski, político, SPD (Flur 3 in N)
- Hermann von Wissmann, Gouverneur von Deutsch-Ostafrika (Flur 60a)
- Heinrich von Wittgenstein, preußischer Regierungspräsident (HWG)
- Otto Wolff von Amerongen, empresário, ver Otto-Wolff-Konzern (HWG)
- Ernst Friedrich Zwirner, Architekt und Dombaumeister (HWG)